# Danny Rapp
Daniel Earl Rapp (9 de mayo de 1941-3 de abril de 1983) fue un cantante estadounidense y líder del grupo Danny & the Juniors. El grupo es más conocido por su éxito de 1958 "At the Hop".

## Carrera
La carrera musical de Rapp comenzó en 1955 con la formación de su grupo The Juvenairs, que más tarde se conoció como Danny and the Juniors. Su canción de 1957 "Do the Bop" llamó la atención de Dick Clark, quien les sugirió que la cambiaran por "At the Hop". Después de un éxito inicial limitado con la canción, se convirtió en un éxito mundial cuando se tocó en American Bandstand. Los Juniors siguieron con otros dos éxitos "Rock and Roll Is Here to Stay" y "Twistin' USA". The Juniors publicaron varios discos más en la década de 1960, pero no consiguieron producir más éxitos. En la década de 1970, aprovecharon un fuerte movimiento de nostalgia de los años 50 para hacer una gira y volver a grabar "At The Hop" en 1976.
Danny and the Juniors se separaron y reagruparon a lo largo de los años, y se dividieron en dos grupos en 1978. Uno de ellos contaba con Joe Terranova y Frank Maffei, mientras que el otro contaba con Rapp y varios coristas. Ambos grupos  actuaron bajo el nombre de "Danny and the Juniors".
La última actuación de Rapp fue en Phoenix, Arizona en el Silver Lining Lounge  del restaurante The Different  Pointe en el Pointe Tapatio Resort en un compromiso de un mes de duración que estaba programado para terminar el sábado 2 de abril de 1983.

## Fallecimiento
El sábado 2 de abril de 1983, Rapp se registró en el Motel Yacht Club en Quartzsite, Arizona,  al oeste de Phoenix. Se le vio el sábado bebiendo en exceso en el Jigsaw, uno de los dos bares de la ciudad. En algún momento del fin de semana, compró una automática del calibre 25 a un particular.
El cuerpo de Rapp fue encontrado en su habitación de hotel el domingo 3 de abril, con una única herida de bala autoinfligida en el lado derecho de la cabeza.

### Homenajes
El primer tema del álbum debut autotitulado de The Constantines, llamado "Arizona", está basado en el suicidio de Rapp. La canción comienza con la letra "Esta es una canción sobre la muerte de Danny Rapp. Y esa gran broma evangélica llamada rock 'n' roll".
La canción de Daniel Johnston "Danny Don't Rapp" del álbum Yip/Jump Music fue grabada poco después de la muerte de Rapp en 1983.

## Vida personal
Rapp se casó en 1962 y tuvo dos hijos.